# Synthwave
Synthwave is een genre van elektronische muziek beïnvloed door soundtracks en computerspellen uit de jaren 80. Vanaf midden jaren 2000 ontwikkelde het genre zich uit verschillende nichegemeenschappen op internet en bereikte het begin 2010 een grotere populariteit.

## Stijl
Synthwave werd geïnspireerd door vele films, computerspellen en tekenfilms uit de jaren 80, evenals componisten zoals John Carpenter, Jean-Michel Jarre, Vangelis en Tangerine Dream, maar het genre zelf ontstond uit elektronische dansmuziekgenres zoals house, synthpop en nu-disco.
In de muziekstijl en artwork bevat synthwave elementen van retrofuturisme, waarbij het sciencefiction-, actie- en horrormedia uit de jaren 80 nabootst, soms ook vergeleken met cyberpunk. Men probeert de nostalgie uit te drukken van de cultuur in de jaren 80 en de sfeer van die tijd.
Deze esthetiek is verwerkt in retro-themafilms en computerspellen met synthwave-artiesten. Volgens Bryan Young van Glitchslap is een van de meest opvallende voorbeelden hiervan de soundtrack van de artiest Power Glove voor het computerspel Far Cry 3: Blood Dragon uit 2013. Een ander populair voorbeeld van het genre naar andere media is de korte film Kung Fury uit 2015 van David Sandberg.

## Achtergrond
Synthwave is ontstaan in midden jaren 2000. Franse acts als David Grellier (College), Kavinsky en Justice worden gezien als pioniers die bijdragen aan het vroege synthwave-geluid. Deze artiesten begonnen met het maken van muziek geïnspireerd door beroemde componisten uit de jaren 80; muziek die destijds grotendeels werd geassocieerd met de Franse House.

## Populariteit
De film Drive in 2011, waarvan de soundtrack verschillende synthwave-artiesten bevat, duwde nieuwe fans en artiesten die erdoor geïnspireerd waren in de richting van het genre. In navolging van de verschillende toestromingen van nieuwe artiesten in het genre, richtten verschillende van deze artiesten zich op specifieke aspecten van synthwave die door de vroege artiesten waren uitgehouwen, wat leidde tot een grote variatie in stijlen tussen artiesten die aan het genre zijn gekoppeld. Christopher Higgins van Nerdglow noemde Electric Youth en Kavinsky in 2014 de twee populairste artiesten in synthwave. Sinds 2015 heeft synthwave een breder publiek van externe muzikanten en populaire media bereikt. 
In 2019 verscheen een documentaire over het genre, The Rise of the Synths, met Iván Castell als regisseur en John Carpenter als verteller. De documentaire behandelt het toenemend gebruik van het genre, onder andere in de voorgenoemde film Drive (2011) en de televisieserie Stranger Things (2016). Aan de documentaire namen verschillende prominente artiesten uit het genre deel, zoals Gunship, The Midnight, Perturbator en Electric Youth.
Blinding Lights, een nummer van Canadese zanger The Weeknd, dat tot synthwave gerekend wordt, werd de nummer één in de hitlijsten in negenentwintig landen in 2020.

## Bekende artiesten
Enkele bekende artiesten in het genre zijn:
- Betamaxx
- Carpenter Brut[4]
- Cold Cave[5]
- College[6]
- Com Truise[7]
- Dana Jean Phoenix[8][9]
- Danger[10]
- David Grellier
- Droid Bishop[11]
- Dynatron[12]
- Electric Youth[13][14]
- Ephixa[15][16]
- Futurecop![17]
- Gunship[18][19]
- Highway Superstar[20]
- Kalax
- Kavinsky[21]
- Keenhouse[22][23]
- Magic Sword[24]
- Miami Nights 1984
- Michael Oakley
- Timecop1983
- The Midnight[25]
- Mitch Murder[26]
- NINA[27][28]
- Perturbator[29]
- Power Glove[30]
- Robert Parker[21]
- Scandroid[31]
- Waveshaper[32]
- Wolf and Raven
- HOME (Randy Goffe)